# Facteur d'orgues

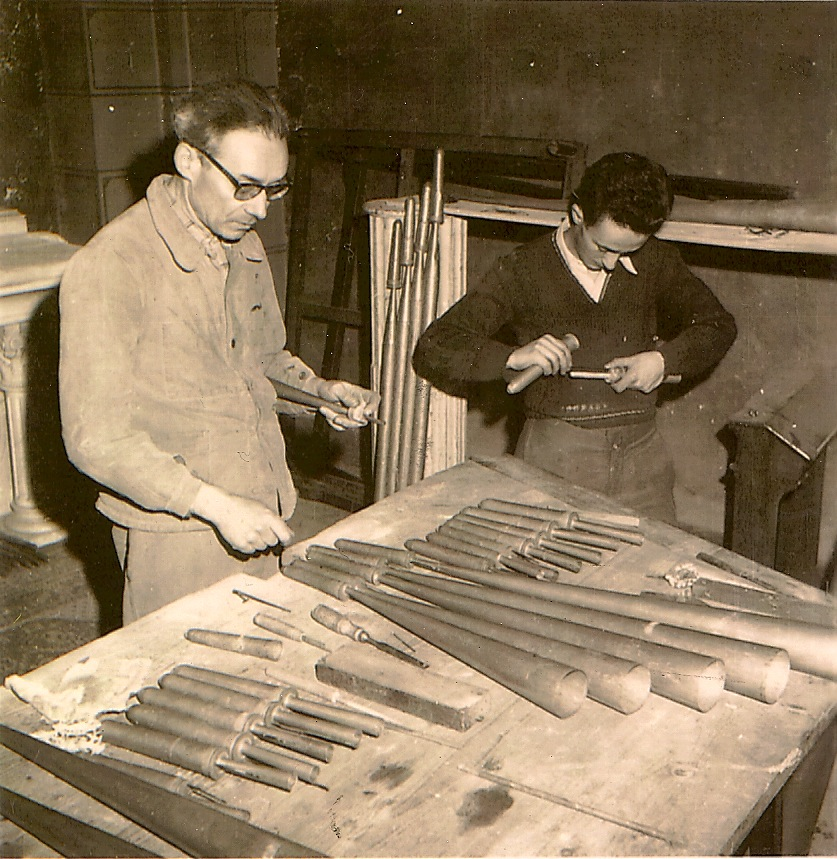
Athanase Dunand, facteur d'orgues français du XXe siècle.

Un facteur d'orgues  est un artisan (ou une entreprise artisanale) spécialisé dans la fabrication et l'entretien d'orgues complets et des nombreuses pièces entrant dans leur construction. Suivant l'importance des opérations de maintenance, on parle de dépoussiérage, de relevage, de restauration (souvent à l'identique), de reconstruction.
Ce métier nécessite la maîtrise de nombreuses disciplines, dont la menuiserie, la mécanique, le travail des peaux, le formage des métaux et des matières plastiques, l'électricité et l'électrotechnique, l'informatique, ainsi que des connaissances musicales et acoustiques très sérieuses. Il est répertorié parmi les métiers de l'artisanat d'art ; l'un de ces artisans est l'harmoniste, qui, sur le lieu même où sont les orgues, les règle en fonction de l'acoustique de ce lieu.
Un orgue comporte deux ensembles complémentaires : le buffet et la partie instrumentale proprement dite. Le facteur est spécifiquement responsable de cette dernière et peut travailler, pour le buffet, avec un menuisier et/ou un sculpteur ou d'autres artisans (doreur, peintre etc). Ceci était surtout vrai dans les siècles passés pendant lesquels l'esthétique et l'ornementation des buffets étaient extrêmement fouillées et luxuriantes : lors des réfections, les buffets anciens sont souvent conservés lorsque cela peut se faire, et l'instrument rénové se loge dans l'espace disponible.

## Facteurs d'orgues célèbres
Les facteurs sont classés par le pays où l'on rencontre la plupart de leurs œuvres.

### Allemagne
- Sebastian Achamer (1623–1694)
- Jürgen Ahrend
- Johann Gotthilf Bärmig (1815–1899)
- Rudolf von Beckerath
- Erasmus Bielfeldt (1682–1753)
- Johann Konrad Brandenstein (1695–1757)
- Peter Breisiger
- Johann Georg Bürgy (1771–1841)
- Johann Daniel Busch (1735–1787)
- Johann Dietrich Busch (1700–1753)
- Adam Gottlob Casparini (1715–1788)
- Adam Horatio Casparini (1674–1745)
- Ludwig Compenius (1603–1671)
- Timotheus Compenius
- Christoph Cuntzius (ou Contius, Cuncius) (1676–1722)
- Christoph Donat (1625–1707)
- Matthias Dropa (1650–1732)
- Bernhard Dreymann
- Famille Klais
- Detlef Kleuker
- La manufacture Link
- Joseph Gabler (1700–1771)
- Johann Matthias Hagelstein
- Gerhard von Holy (1681–1736)
- Johann Nepomuk Holzhey (1741–1809)
- Hans Henny Jahnn (1894–1959)
- Christian Joachim
- Lambert Daniel Kastens
- Detlef Kleuker
- Wilhelm Korfmacher (1787–1860)
- Heinrich Koulen (1845-1919)
- Heinrich Kranz (XVe – XVIe siècle)
- Franz Joseph Merklin (père de Joseph Merklin qui s'établira notamment en France)
- Hinrich Just Müller (1740–1811)
- Johann Matthias Naumann
- Johann Bernhard Nollet (1748–1802)
- Roman Benedikt Nollet (1710–1779)
- Famille Oberlinger
- Anton Pfliegler (1736–1805)
- Scherer
- Wilhelm Sauer (1831-1916)
- Arp Schnitger (1648–1719)
- Famille Silbermann
- Augustin Simnacher (1688–1757)
- Johann Andreas Stein (1728–1792)
- Zacharias Theissner
- Heinrich Traxdorf
- Tobias Heinrich Gottfried Trost
- Famille Voit (à Durlach)
- Eberhard Friedrich Walcker (1794–1872)
- Les Walcker
- Johann Friedrich Wender

### Autriche
- Andrä (mort vers 1470)
- Franz Xaver Christoph

### Benelux
- Patrick Collon (Bruxelles, Belgique)
- Étienne Debaisieux (Longueville, Belgique)
- Les Delmotte (Belgique)
- Flentrop (Zaandam, Pays-Bas)
- Georges Haupt (Lintgen, Luxembourg)
- Rudi Jacques (Maurenne, Belgique)
- Nic Loewen (Lintgen, Luxembourg)
- Luc Meurice (Belgique)
- Christian Müller (St. Bavokerk de Haarlem, Pays-Bas)
- Jean Nollet (Luxembourg)
- Hadrien Paulus
- Pierre Schyven (Ixelles, Belgique)
- Guido Schumacher (Eupen, Belgique)
- 3 générations de la Famille Smits, (Reek, Pays-Bas)
- Johannes Stephanus Strümphler
- de:Manufacture d’Orgues Thomas (Stavelot, Belgique)
- Salomon Van Bever (XIXe s.) (Belgique, France)
- Charles-Louis Vanhoutte (XIXe s.) (Flandre)
- Les Van Peteghem (XVIIIe et XIXe) (Belgique)
- Georg Westenfelder (Lintgen, Luxembourg)

### Canada
- Casavant Frères, Saint-Hyacinthe, Québec (Canada, États-Unis, Chine).
- Guilbault-Thérien, Saint-Hyacinthe, Québec (Canada, États-Unis) entreprise fermée.
- Juget-Sinclair, Montréal, Québec. (Canada, États-Unis).
- Laliberté-Payment, Repentigny, Québec (Canada, États-Unis).
- Fernand Létourneau, Saint-Hyacinthe, Québec (Canada, États-Unis, Angleterre, Australie).
- Lévesque-Roussin, Thetford Mines, Québec (Canada).
- Louis Mitchell, Montréal, Québec (Canada) - entreprise fermée - décédé (mai 1902).
- Karl Wilhelm, Saint-Hilaire, Québec (Canada, États-Unis) entreprise fermée - retraite
- Hellmuth Wolff, Laval, Québec (Canada, États-Unis) - entreprise fermée - décédé (novembre 2013).

### États-Unis
- Æolian-Skinner
- C. B. Fisk, Inc.
- Ernest Martin Skinner
- Lyon & Healy Harps, Inc.
- Taylor and Boody

### France

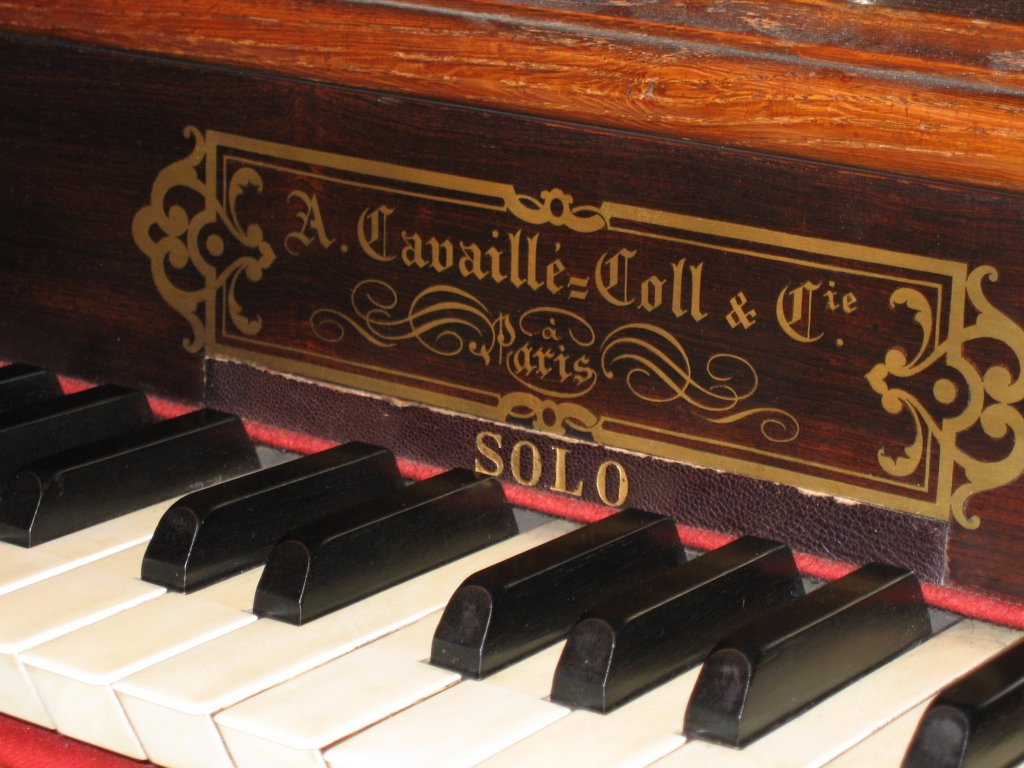
Plaque constructeur de la console de l'orgue de Saint-Sulpice

- Les Abbey John & Fils, XIXe siècle, établis à Versailles introduisant en France la soufflerie de Cummins.
- Gabriel d'Alençon (1891-1956), illustre pour la reconstruction des grandes orgues de l'église Notre-Dame-de-la-Nativité à Rozay-en-Brie (Seine-et-Marne).
- Patrick Armand (XXe et XXIe siècles) qui dirige la manufacture d'orgues Muhleisen à Eschau en Alsace.
- Bernard Aubertin (XXe et XXIe siècles), dont la manufacture est établie à Courtefontaine (Jura), dans un ancien prieuré du XIe siècle.
- Barker, XIXe siècle, inventeur du levier pneumatique d'assistance à la traction des notes, constructeur avec Ducroquet de l'orgue de l'église Saint-Eustache (Paris).
- Dom Bédos de Celles, XVIIIe siècle, auteur du traité L'Art du facteur d'orgues, Paris, 1766, encore lu aujourd'hui.
- Les Bergäntzel-Rinckenbach, famille ayant exercé pendant près de deux siècles (1776 à 1939) à Ammerschwihr en Haute-Alsace (Haut-Rhin de nos jours).
- Manufacture Franck Bistocchi (Saint-Paul-en-Cornillon).
- Bénigne Boillot, de Dijon, a séjourné à Ricey-le-Bas et installé l'orgue de l'église Saint-Jean-Baptiste de Chaource en 1791.
- La famille Boisseau : Robert, Jean-Loup et Jean-Baptiste (Bethines)
- Charles Boisselin - fin XVIIe, 1re moitié du XVIIIe siècle - (Provence)
- Jean Boizard (France)
- Les Callinet (Rouffach en Alsace)
- Bertrand Cattiaux (Liourdres, France)
- Crépin Carlier (1560-1636) (XVIIe siècle ; France : Flandre, Normandie et Île-de-France)
- Les Carlier (Philippe-Joseph, Aimé-Joseph, François-Joseph) (XVIIIe siècle-XIXe siècle ; France, Belgique)
- La famille Cavaillé-Coll (Guyenne, Languedoc, Paris), Joseph, Dominique, Vincent, Aristide.
- La famille Clicquot.
- Auguste Convers.
- Les Dallam, facteurs d'orgues royaux en Angleterre, qui durent s'exiler en Bretagne pour fuir la guerre civile, où ils réalisèrent de nombreux instruments.
- Les Dallery (Nord, Amiens et Paris) : Charles Dallery, Pierre, mécanicien de François-Henri Clicquot, son fils François, filleul de F.-H. Clicquot dont il entretint les instruments jusqu'en 1833, et son petit-fils Paul, fils de François.
- Dalstein-Haerpfer, XIXe siècle, Boulay-Moselle en Moselle
- Les frères Louis et Robert Damien facteurs d'orgues au Goulet (Eure)
- Georges Danion (France)
- Bernard Dargassies (Dargassies-Gonzalez et AFO)
- André-Marie Daublaine & Louis Callinet (Paris et Lyon)
- Louis Debierre (France)
- E. Dejardin (Paris)
- Desenclos Pierre (XVIIe siècle, Normandie et Paris)
- Pierre-Alexandre Ducroquet (Paris et Lyon)
- Athanase Dunand
- Les frères Dupont (XVIIIe siècle S. Lorraine/Champagne), Joseph et surtout Nicolas
- Jean Duvivier (Provence, fin XVIe siècle)
- Étienne Énocq ou Hénocq (XVIIe siècle), facteur d'orgues du Roi, notamment associé à Robert Clicquot dont il a épousé la demi-sœur, pour le marché de l'orgue de la future chapelle du château de Versailles (Paris et environs)
- Pierre Galeran (Rennes et Provence)
- Michel Garnier[2]
- Michel Giroud (Grenoble)
- Victor Gonzalez
- Les Grinda (comté de Nice)
- Philippe Hartmann
- Valéran de Héman, surtout, mais aussi ses trois neveux : Jean, Louis et François (XVIIe siècle ; région parisienne essentiellement)
- Les Ingout : Robert (2e moitié du XVIIe siècle en Normandie) et ses deux fils (début XVIIIe siècle) Jacques (Le Mans) et Marin (Anjou)
- Les Isnard - XVIIIe siècle - (Provence) : Jean-Esprit et ses neveux Joseph (Provence puis Bordeaux) et Jean-Baptiste (Orléanais)
- Jean Nicolas Jeanpierre et la dynastie Jaquot puis Jacquot (Vosges), manufacture vosgienne de grandes orgues de Rambervillers.
- Jean-Baptiste Jolly, vivant en 1791 (Troyes, Aube)
- Jean de Joyeuse - XVIIe siècle (Sud-Ouest)
- Michel Jurine
- Alfred et Daniel Kern (Strasbourg)
- Joseph Koenig, son fils Paul-Marie Koenig, à Caen
- Yves Koenig (Sarre-Union)
- Louis Le Bé orgue de l'abbaye Saint-Pierre de Montiéramey partie instrumentale en 1698 (22 jeux) - (Champagne)
- Alain Leclère, facteur d'orgue à La Romieu
- Les Lefebvre (Normandie)
- Les Le Pescheur (Paris)
- Les Lépine - XVIIIe siècle - (Toulouse-Pézenas)
- Lesclop Henri - gendre d'Étienne Enocq et associé un temps à Robert Clicquot — et son fils François-Henri (Paris et environs)
- Nicolas-Antoine Lété, actif en 1847-1848, facteur d'orgue du roi, porte à 32 jeux l'orgue de l'église Saint-Jean-Baptiste de Chaource
- Jean Louis Loriaut (Cervione, Corse)[3]
- La famille Magen, facteurs d'orgue à Agen
- Rémy Mahler (Pfaffenhoffen, Alsace)
- Pierre Marchand (Provence, 1582 à 1632)
- Thiébaut Maucourt (Albi, 1835-1882)
- Joseph Merklin (1819-1905) - né et formé en Allemagne, établi en Belgique puis surtout en France
- Jean-Baptiste Micot, père et fils
- Les Moucherel, Christophe surtout et Claude (Lorraine et Sud-Ouest)
- Muhleisen (Strasbourg)
- Jean-François Muno, manufacture d'orgues de Franche-Comté
- Charles Mutin (Paris)
- Jacques Nonnet (Giroud Successeurs)
- Les Parisot (Normandie)
- Nicolas Petit (Provence, fin XVe siècle)
- Adrien Joseph Potier
- Les Puget (Toulouse)
- Pascal Quoirin (Saint-Didier)
- Jean Richard (fournit 6 jeux à l'orgue de l'église Saint-Jean-Baptiste de Chaource en 1780
- Les frères Riepp - XVIIIe siècle (Bourgogne)
- Royer Charles XVIIe siècle - (Provence, Brignoles puis Marseille)
- Les frères Rumpler
- Alain Sals (Entrechaux)
- Georges et Curt Schwenkedel
- Les Silbermann (Alsace)
- Les Stiehr et Mockers
- Jean-Baptiste Stoltz et ses fils
- Xavier Szymczak (Nancy)
- Les Thierry (Paris et alentours)
- Julien Tribuot - fin XVIIe, début XVIIIe siècle (Paris et ses environs)
- Augustin Zeiger, XIXe siècle (basé à Lyon)
- Quentin Blumenroeder, dirigeant et créateur de la Manufacture Quentin Blumenroeder depuis 1998 (Haguenau, Alsace)

Voir aussi les articles consacrés aux facteurs d'orgue français

### Hongrie
- József Angster

### Italie
- Famille Antegnati (Italie du Nord)
- Gaetano Callido (Venise)
- Eugenio Casparini
- Barthélemy Formentelli (it)
- Mascioni (Cuvio)
- Fratelli Ruffatti (en) (Italie, États-Unis, Canada)
- Serassi
- Tamburini (Italie, Canada)
- William George Trice Gênes
- Gustavo Zanin Codroipo

### Royaume-Uni
- John Abbey (1783–1859)
- Richard Bridge
- Harrison & Harrison (en)
- Hill
- T.C. Lewis
- Mander_Organs (en)
- John Snetzler (1710–1785)
- La famille Willis

### Scandinavie
- Les frères Cahmann
- Frobenius
- Marcussen & Søn
- Knud Olsen
- Johannes Magnusson
- Åkerman & Lund

### Suisse
- Friedrich Goll (de)
- Orgelbau Kuhn (de)
- Samson Scherrer et ses fils, dont Ludwig (Louis) Scherrer
- Hans Tugi